# Harkenstiel
Harkenstiel ist die Wüstung einer Hofschaft in der nordrhein-westfälischen Stadt Meinerzhagen in Deutschland.

## Lage und Beschreibung
Die Hofschaft lag auf 385 m über Normalnull südwestlich der Erhebung Heedberg und östlich der Genkeltalsperre. Der im unmittelbaren Einzugsgebiet der Trinkwassertalsperre gelegene Ort ging in den 1960er Jahren ab.